# Дракула: мъртъв и доволен
„Дракула: мъртъв и доволен“ (на английски: Dracula: Dead and Loving It) е американска комедия от 1995 година на режисьора Мел Брукс, пародия на филмите за вампири.

## Сюжет
Внимание:  Текстът по-долу разкрива сюжета на произведението (или части от него)!
През 1893 г. Томас Ренфийлд пътува от Лондон до Трансилвания, за да завърши покупката от граф Дракула на абатството Карфакс в Англия. Дракула е вампир, но Ренфийлд не знае за това и става жертва на графа. Дракула прави хипнотично заклинание върху Ренфийлд и превръща Томас в свой послушен роб. Те вземат кораб за Англия и по пътя Дракула убива целия екипаж на кораба. Когато Ърл и Ренфийлд пристигат в Англия, Томас е настанен в лудница.
Граф Дракула отива на опера, където се среща с д-р Сюърд, дъщеря му Мина, Джонатан Харкър (годеник на Мина) и Луси (приятелка на Мина). Дракула ухажва Луси и по-късно я атакува в спалнята ѝ и я ухапва, превръщайки я във вампир. Мина открива, че Луси е болна и изглежда странно бледа. Д-р Сюърд, озадачен от странните следи от пробождане по гърлото ѝ, се обажда на професор Ейбрахам Ван Хелсинг. Ван Хелсинг информира Сюърд, че Луси е била нападната от вампир. Сюърд и Харкър позволяват да се сложи чесън в спалнята на Луси, за да изплаши вампира. Граф Дракула не може да влезе в спалнята на Луси и нарежда на Ренфийлд да премахне чесъна, но той заради глупостта си все не успява да го направи. След това графът използва магия, за да контролира ума на Луси. Той извиква момичето от спалнята и я убива.
Ван Хелсинг се среща с Дракула и започва да го подозира, че е вампир, след като се карат на молдовски. Всеки от дебатиращите се опитва да има последната дума. Люси, превърнала се в вампир, се надига от криптата си, изсмуква кръвта от охраната си и напада годеника си Харкър, но той с помощта на Ван Хелсинг успява да я убие с дървен кол. Дракула, влюбен в Мина, продължава да я преследва. Графът отвежда момичето в леговището си, където танцуват, а след това вампирът пие от кръвта на Мина. Ван Хелсинг скоро забелязва шала около врата на Мина и когато го сваля, вижда две следи от ухапване. Мина лъже как са възникнали ухапванията, но Ван Хелсинг разобличава момичето, като поставя кръст на ръката ѝ, показваяйки следите от ръцете на вампира.
Ван Хелсинг измисля план за разкриване на мистерията на самоличността на вампира. Дракула и Ренфийлд са поканени на бал, където Ван Хелсинг крие огромно огледало зад завеса. Когато Дракула и Мина танцуват пламенния танц „чардаш“, завесата пада и всички гости с ужас виждат, че графът не се отразява в огледалото. Обхванат от ярост, Дракула грабва Мина и изхвърча през прозореца. Вампирът се заключва в изоставена църква, за да направи Мина своя булка. Преследвачите му разбиват вратата и започват да се бият с графа. Ван Хелсинг, забелязвайки, че слънчевата светлина навлиза в стаята, отваря щорите. Тялото на Дракула започва да гори, той се опитва да избяга, но тогава глупавият Ренфийлд идва, за да „помага“ на господаря си. Некадърникът отваря широко люка, стълб от светлина пада върху графа и Дракула изгаря до пепел.
След смъртта на графа Ренфийлд изпада в отчаяние и изстъргва пепелта на Дракула в ковчега. Д-р Сюърд настоява Ренфийлд да го последва от църквата, а Томас послушно следва доктора, отговаряйки: „Да, господарю“. Ван Хелсинг отваря ковчега на Дракула и крещи на молдовски, за да покаже, че той има последната дума в спора между него и графа. Но след финалните титри се чува тих смях и шепот на Дракула на молдовски – вампирът има последната дума.

## Актьорски състав
| Актьор          | Роля                                                                 |
| --------------- | -------------------------------------------------------------------- |
| Лесли Нилсен    | Граф Дракула – ужасен вампир                                         |
| Мел Брукс       | Ван Хелсинг – професор и специалист по вампири                       |
| Питър Макникъл  | Томас Ренфийлд – фанатично предан слуга на Дракула                   |
| Ейми Ясбек      | Вилхелмина (Мина) Сюърд – дъщеря на д-р Сюърд и годеница на Джонатан |
| Стивън Уебър    | Джонатан Харкър – годеник на Мина                                    |
| Харви Корман    | Джон Сюърд – доктор по медицина, баща на Мина                        |
| Лизет Антъни    | Луси Уестенра – приятелка на Мина                                    |
| Ан Банкрофт     | Мадам Успенская – циганка                                            |
| Ецио Греджио    | кочияш                                                               |
| Меган Кавана    | Еси – прислужница                                                    |
| Чък Маккан      | гостилничар                                                          |
| Марк Бланкфийлд | Мартин – пазач                                                       |
| Клайв Ревил     | Сайкс                                                                |
| Грег Бинкли     | Уудбридж                                                             |
| Руди Де Лука    | пазач                                                                |
| Ейвъри Шрайбър  | селянин в каретата                                                   |
| Чери Франклин   | селянка в каретата                                                   |
| Дейвид ДеЛуиз   | ученик в демонстрацията на Ван Хелсинг                               |

## Интересни факти
- Името на героинята на Ан Банкрофт, „Мадам Успенская“, е препратка към актрисата Мария Успенская, която играе циганката в класическите холивудски филми на ужасите „Човекът-вълк“ (1941 г.) и „Франкенщайн се среща с Човека вълк“ (1943 г.)
- Тъй като филмът е пародия на легендарния филм на ужасите от 1931 г., в някои сцени Лесли Нилсен казва буквално текста на Бела Лугоши (актьорът, изиграл ролята на Дракула), но с различна интонация.
- За разлика от романа, Мина е дъщеря на д-р Сюърд, в оригинала тя е сираче.
- В сцената, когато главните герои забиват кол във вампирката Луси, са проляти около 150 литра изкуствена кръв.
- Снимките се провеждат от 8 май до 26 юли 1995 г. в „Culver Studios“, Калифорния, САЩ.